# Basishandel
Der Basishandel (engl. basis trade oder basis trading) ist eine Handelsstrategie, die die Differenz des Preises eines Derivats eines Wertpapiers (bspw. einem Future-Kontrakt) und dem darunter liegenden Wertpapier (bspw. einer Staatsanleihe bzw. Treasury Bond) ausnutzt. Der Basishandel ist daher eine Form der Arbitrage.
Besondere mediale Aufmerksamkeit bekam der Basishandel insbesondere in den Vereinigten Staaten von Amerika bei Beginn der COVID-19-Pandemie 2020 und in Folge der Wirtschaftspolitik in der zweiten Amtszeit von Donald Trump.

## Allgemeines
Üblicherweise bewegt sich der Preis eines Futures als Derivat synchron mit dem tagesaktuellen Preis des Basiswertes am Spotmarkt. Da der Preis allerdings der freien Preisbildung durch Angebot und Nachfrage unterliegt, kann er sich von dem Basiswert unterscheiden. Insbesondere bei (US-)Staatsanleihen kann die Nachfrage nach entsprechenden Futures steigen, was den Preis des Futures leicht über den der Staatsanleihe steigen lässt.
Eine solche Nachfrage entsteht bspw. durch den Kauf von Futures durch Pensionsfonds, Versicherungsgesellschaften oder anderen institutionellen Anlegern. Der Kauf eines Futures anstelle des Basiswertes erlaubt es dem Anleger, seine Wertpapierposition zu hebeln, da beim Kauf des Futures nur ein Bruchteil des Wertes als Sicherheit hinterlegt werden muss.

## Vorgehensweise
Am Beispiel einer US-Staatsanleihe und einem darauf basierenden Future, kann der Basis-Trade wie folgt ablaufen. Sobald der Future-Preis den Preis des Basiswertes (US-Staatsanleihe) übersteigt, verkauft ein Händler am Terminmarkt Futures dieser Staatsanleihen. Zur selben Zeit kauft er am Spotmarkt die entsprechende Staatsanleihe für einen Preis, der unter dem des Futures liegt.
Beim Erreichen des Laufzeit-Endes des Futures fallen der Preis des Futures sowie der Preis des Basiswertes zusammen, sodass der Händler am Ende den zuvor gekauften Basiswert (US Staatsanleihe) zur Erfüllung des Futures nutzt. Als Gewinn verbucht er die Differenz des Preises für den Future (den er verkauft hat) zu dem Preis des Basiswertes (zum Zeitpunkt an dem der Händler diesen am Spotmarkt gekauft hat).

## Hebel und Risiken
Da die Differenz eines Futures und dem darunter liegenden Basiswert i. d. R. relativ klein ist, sind auch die zu erwartenden Gewinne sehr klein. Um diese Gewinne zu multiplizieren, hebeln institutionelle Anleger, insbesondere Hedgefonds, den Trade, teilweise um das bis zu 50 oder 100-fache. Üblicherweise leihen sich Hedgefonds das benötigte Kapital mit (meist kurzlaufenden) Rückkaufvereinbarungen (engl. repurchase operation, od. kurz repo), bei welchen üblicherweise die gekauften Staatsanleihen als Sicherheiten hinterlegt werden.
Hieraus entsteht ein Risiko: Sollte der Wert der Staatsanleihen, die zur Besicherung von Repos verwendet werden, fallen (bspw. durch eine hohe Markt-Volatilität), so kann dies dazu führen, dass weitere Sicherheiten nötig werden. Sofern diese Sicherheit aufgrund von fehlender Liquidität des Hedgefonds nicht hinterlegt werden kann, muss dieser seine Positionen mit Futures und Staatsanleihen zur Begleichung der Kredite schließen. Höhere Kosten im Repo-Markt kann den Basishandel für den Hedgefonds auch nicht lukrativ machen, was ebenfalls zum Schließen seiner Positionen führen würde.
Das bedeutet unter anderem, dass der Hedgefonds seine gehaltenen Staatsanleihen verkauft. Dies kann in einem ohnehin volatilen Anleihemarkt zu noch höherer Volatilität führen. Im Markt kann diese erhöhte Volatilität zu weiter fallenden Preisen und höheren Anleihezinsen führen, was ggf. andere Marktteilenehmer, die ebenfalls den Basishandel betreiben, dazu zwingt, ihre Positionen ebenfalls zu schließen. Die daraufhin weiter fallenden Preise für Staatsanleihen, und damit steigenden Zinsen, kann zu einem Welleneffekt führen, der auch andere Marktbereiche wie Unternehmensanleihen betreffen kann.
Vor einer solchen möglichen Kettenreaktion wird auch von Regulatoren gewarnt, die eine genauere Beobachtung solcher Trades vorschlagen.